# 구세주 변모 대성당

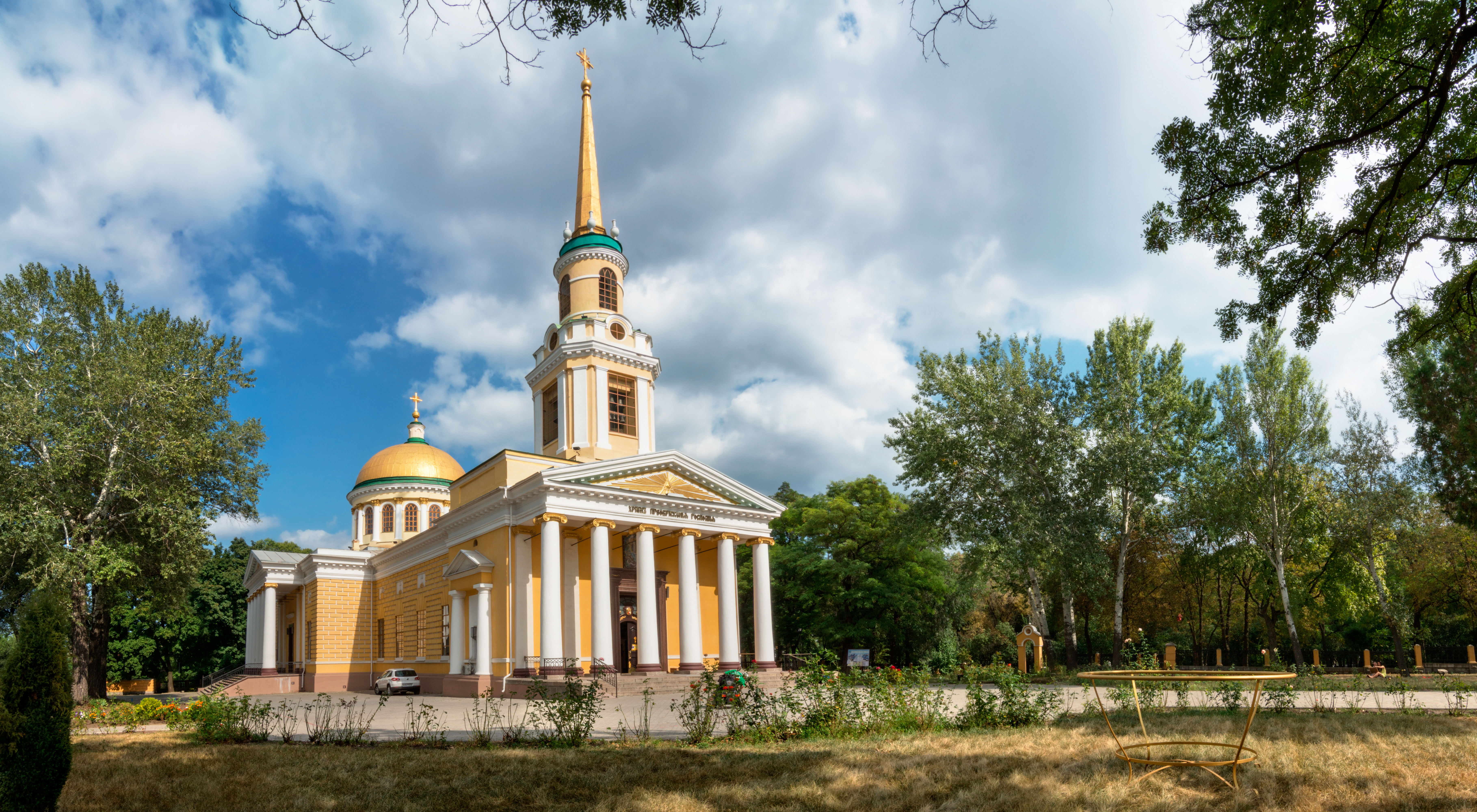
구세주 변모 대성당

구세주 변모 대성당(우크라이나어: Спасо-Преображенський кафедральний собор)은 우크라이나 드니프로에 위치한 동방 정교회 교회당이다.

## 역사
1787년 5월 20일(율리우스력 5월 9일)에 러시아 제국의 예카테리나 2세 황제가 크림반도를 여행하던 도중에 신성 로마 제국의 요제프 2세 황제와 함께 초석을 건립했다. 이러한 행적은 루이 필리프 드 세귀르 백작의 회고록에 기술되어 있다.
그리고리 포툠킨은 이 교회를 노보로시야 지방의 정신적인 중심지 가운데 하나로 판단했다. 이반 스타로프는 로마식 바실리카를 건립하기 위해 설립한 디자인을 포툠킨에게 제출했지만 러시아-튀르크 전쟁이 끝날 때까지 공사가 연기되었다.
19세기 초반에 포툠킨의 계획은 리슐리외 공작에 의해 부활되어 갱신되었지만 1830년이 되어서야 공사가 시작되었다. 이 성당은 원래 계획했던 것보다 작은 규모로 지어졌고 1835년에 준공되었다. 이 디자인은 안드레얀 자하로프가 러시아 크론시타트에 위치한 성 안드레이 성당과의 유사성을 근거로 한 것이다. 1930년에는 신도들에 의해 폐쇄되었고 1975년부터 1988년까지 무신론 박물관으로 사용되었다. 또한 1888년에 일어난 지진, 제2차 세계 대전 도중에 일어난 폭격으로 피해를 입었다.